# Sindrome di Keipert
La sindrome di Keipert (detta anche sindrome nasodigitoacustica) è una malattia genetica rara con trasmissione legata all'X. La malattia comporta una deformazione del naso, pollici e alluci allargati, brachidattilia, sordità neurosensoriale e anomalie facciali, tra cui ipertelorismo oculare. Frequente è anche un ritardo globale dello sviluppo.

## Epidemiologia e storia
L'incidenza della sindrome è stimata essere inferiore a un individuo ogni 200 000 negli Stati Uniti e inferiore a un individuo ogni 2 000 in Europa. La prima descrizione della malattia, ad opera di James A. Keipert, risale al 1973, quando lui e i suoi colleghi riportarono il caso di due fratelli con ingrossamento delle falangi distali, ipoacusia neurosensoriale progressiva e varie anomalie facciali. A causa delle alterazioni del naso, delle dita e dell'apparato uditivo, la malattia venne chiamata (oltre a sindrome di Keipert) sindrome nasodigitoacustica.

## Eziologia

Struttura del cromosoma X umano

La sindrome di Keipert ha un'ereditarietà con carattere recessivo legato all'X

La trasmissione è molto probabilmente a carattere recessivo a carico del cromosoma X, pertanto un maschio manifesta a livello fenotipico la sindrome possedendo una sola copia dell'allele mutato, mentre nelle femmine la malattia si manifesta solo se entrambe le copie di alleli risultano mutate. Non mancano casi con altri tipi di trasmissione, come suggerito dallo studio di una bambina affetta dalla sindrome con madre sana (non portatrice) e padre malato. Uno studio concluso nel 2007 basato sull'analisi di marcatori microsatellite (piccole sequenze geniche in comune tra individui della stessa etnia o discendenza) aveva dimostrato che la mutazione genetica responsabile della sindrome fosse localizzata sul locus genico Xq22.2-Xq28, sul braccio lungo del cromosoma X. Una mappatura genica conclusa nel 2019 sembra ha poi riconosciuto il gene GPC4, nel locus Xq26.2, come soggetto alle mutazioni che causano la malattia.

## Clinica

### Segni e sintomi

La falange distale, o terminale (in arancione), all'estremità delle dita di mani e piedi

La sindrome nasodigitoacustica è congenita ed è caratterizzata da anomalie nasali, craniali e facciali. Il naso è sollevato, a volte allargato a livello della base ed è appiattito a livello della punta; ciò conferisce al naso un aspetto tozzo e arcuato. Si riscontrano anche ipertelorismo oculare, ossa frontali e arcate sopraccigliari prominenti, pieghe epicantiche bilaterali, fronte allargata e una leggera macrocefalia in alcuni soggetti. Si osservano anche ipoplasia della mascella e della mandibola, con conseguenti micrognazia e retrognazia, nonché un rigonfiamento del labbro superiore in corrispondenza del suo margine superiore (il cosiddetto arco di Cupido).
Nei soggetti affetti dalla sindrome sono state osservate numerose anomalie a carico delle dita di mani e piedi: in due fratelli con sindrome di Keipert è stato osservato l'allargamento delle falangi distali delle dita della mano, tranne a livello del mignolo, dove però è stata riscontrata clinodattilia. Altri studi descrivono l'anomala larghezza degli alluci e dei pollici, con brachidattilia alle falangi distali di tutte le dita a eccezione dei mignoli di mani e piedi. Una radiografia effettuata su un bambino di 2 anni affetto dalla malattia ha mostrato che la brachidattilia è causata un accorciamento delle epifisi delle falangi distali. L'ampiezza e la brachidattilia degli alluci, in particolare, possono conferire loro un aspetto arrotondato, tozzo e che ricorda quello di un mozzicone.
Le anomalie uditive o "acustiche" riscontrabili nella sindrome includono problemi di sordità o ipoacusia a livello neurosensoriale e raucedine. In Turchia vennero segnalati due fratelli (pazienti Keipert) colpiti da una forma lieve di questa ipoacusia; entrambi presentavano voce roca. Un esame laringoscopico ad entrambi i fratelli rivelò una tumefazione delle corde vocali e una malformazione dell'epiglottide. La combinazione di ipoacusia neurosensoriale e raucedine è stata osservata anche in una bambina di 10 anni e in suo padre, nonché in una serie di ulteriori pazienti.
Altre caratteristiche, piuttosto frequenti con la sindrome ma meno peculiari, sono ritardo mentale di entità variabile (in un quadro di ritardo globale dello sviluppo) e stenosi polmonare (cioè un'ostruzione del flusso di sangue dal ventricolo destro del cuore verso le arterie polmonari) con annessa dispnea di grado variabile; sono stati rilevati, ma non in tutti i pazienti, anche agenesia renale, criptorchidismo, iperattività e comportamenti aggressivi.

### Esami strumentali
L'insieme di segni clinici presenti nei soggetti affetti dalla sindrome consentono generalmente la diagnosi, i cui criteri ufficiali si basano sulla presenza in contemporanea, in un soggetto, di:
- Allargamento della falange distale di pollici e alluci
- Naso appiattito e dalla punta accorciata
- Ipoacusia o sordità di origine neurosensoriale
- Ritardo mentale

Per una diagnosi effettuata sullo studio del fenotipo di una famiglia, è utile osservare la maggiore incidenza della malattia nei soggetti maschi.

### Diagnosi differenziale
Il fenotipo della sindrome di Keipert è simile a quello di molte altre malattie ereditarie. La brachidattilia delle falangi distali, la perdita di udito su base neurosensoriale e la stenosi polmonare sono caratteristiche comuni anche nella sindrome di Keutel; anche nella sindrome di Muenke si riscontrano alterazioni delle falangi distali, ritardo mentale ed ipoacusia neurosensoriale; la sindrome di Teunissen-Cremers vede, a sua volta, brachidattilia, allargamento di pollici ed alluci e deformità a carico del naso. L'allargamento di pollici ed alluci è un tratto clinico anche della sindrome di Rubinstein-Taybi.

## Trattamento
È possibile gestire o trattare alcune delle complicanze associate alla sindrome nasodigitoacustica di Keipert. Per la gestione dell'ipoacusia neurosensoriale si utilizzano apparecchi acustici. I trattamenti, a seconda della causa e della gravità, possono includere un approccio farmacologico (cioè l'uso di determinati steroidi) o un intervento chirurgico (a livello di chirurgia dell'orecchio, può essere utile un impianto cocleare per ridurre i problemi di ipoacusia).
La stenosi delle arterie polmonari, molto frequente nella sindrome di Keipert, può richiedere un intervento cardiochirurgico risolutivo; si può inoltre ricorrere ad una valvuloplastica con palloncino (che consiste nell'allargamento della valvola polmonare tramite l'inserimento un catetere a palloncino).